# 林风眠故居 (杭州)
林风眠故居位于中国浙江省杭州市西湖区灵隐路3号、杭州植物园正门北侧。

## 历史
1934年由林风眠亲自设计建造，是他在国立杭州艺术专科学校任教时的居所，此后除抗战时期随校西迁外，一直居住至1951年离杭赴沪为止。1999年9月-10月修复，11月作为纪念馆对外开放。

## 相关
- 林风眠旧居，林风眠在上海的居所